# St Just in Penwith

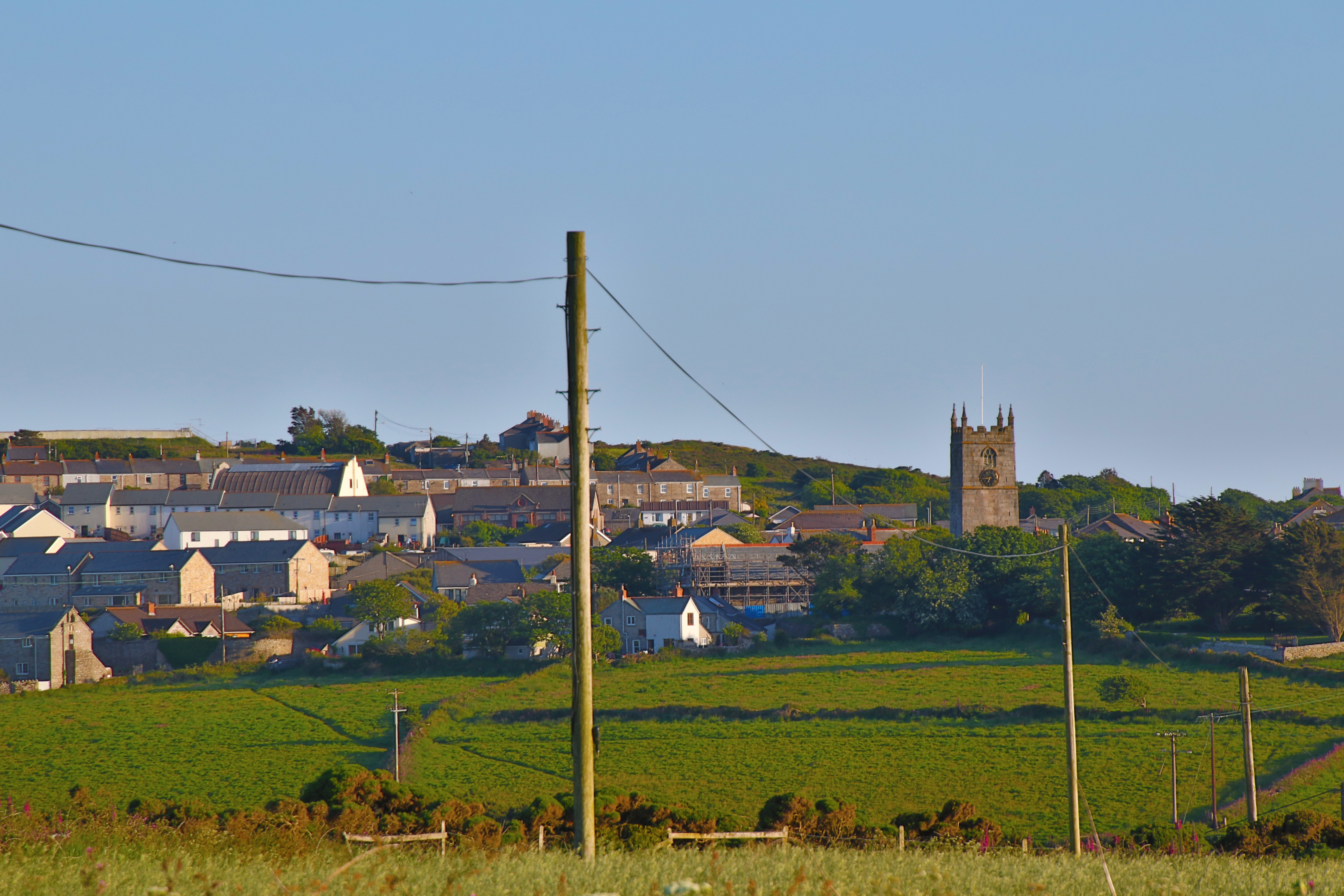
St Just Cornwall

St Just es una localidad situada en el condado de Cornualles, en Inglaterra (Reino Unido), con una población en 2016 de 1998 habitantes.
Se encuentra ubicada al oeste de la península del Suroeste, en el extremo de esta y cerca de la orilla del canal de Bristol y del canal de la Mancha (océano Atlántico).

## Galería

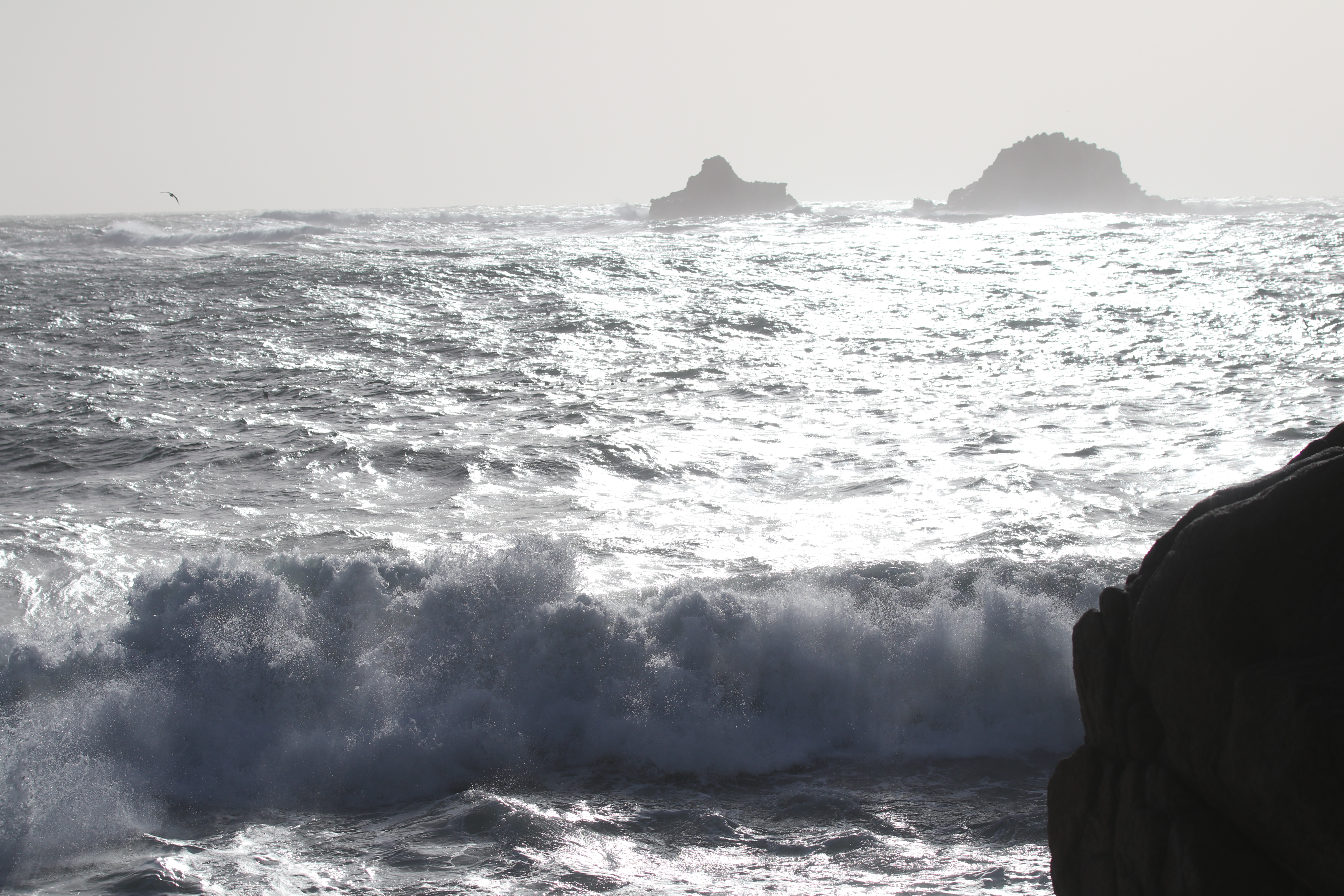
Los Brisons en la tormenta St Just Cornwall
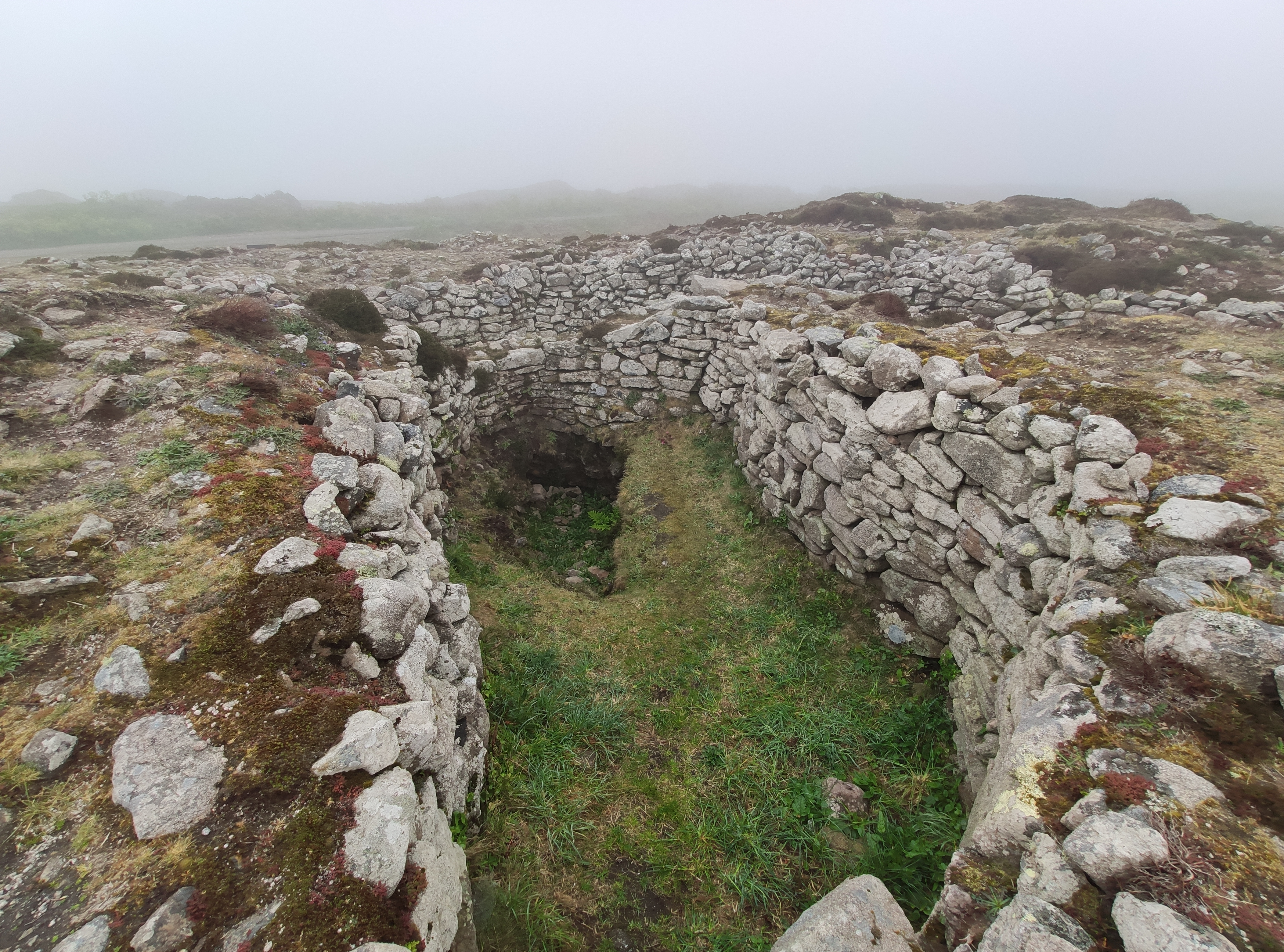
Bollowal Barrow St Just Cornwall
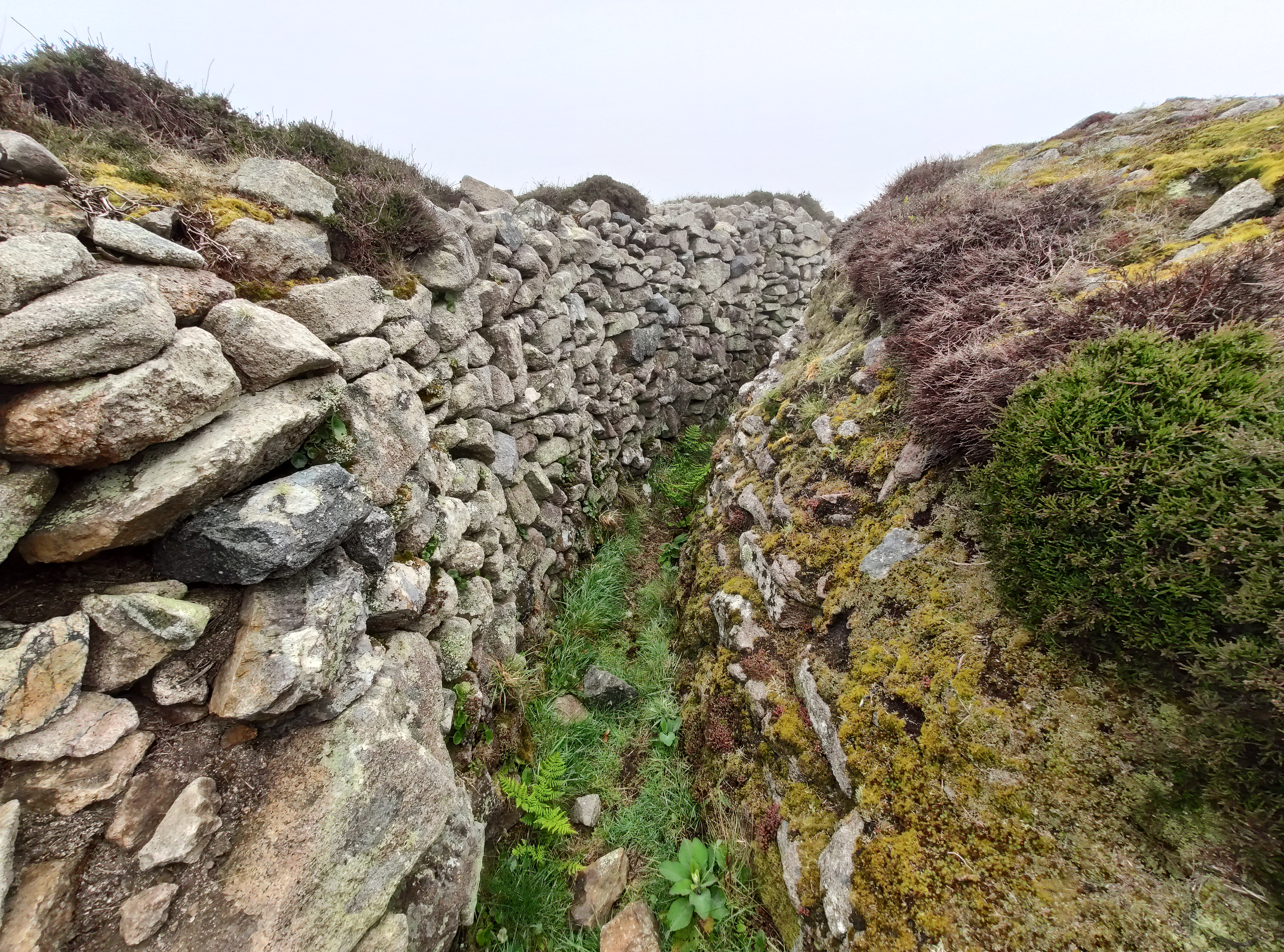
Rocas Bollowal Barrow St Just Cornwall
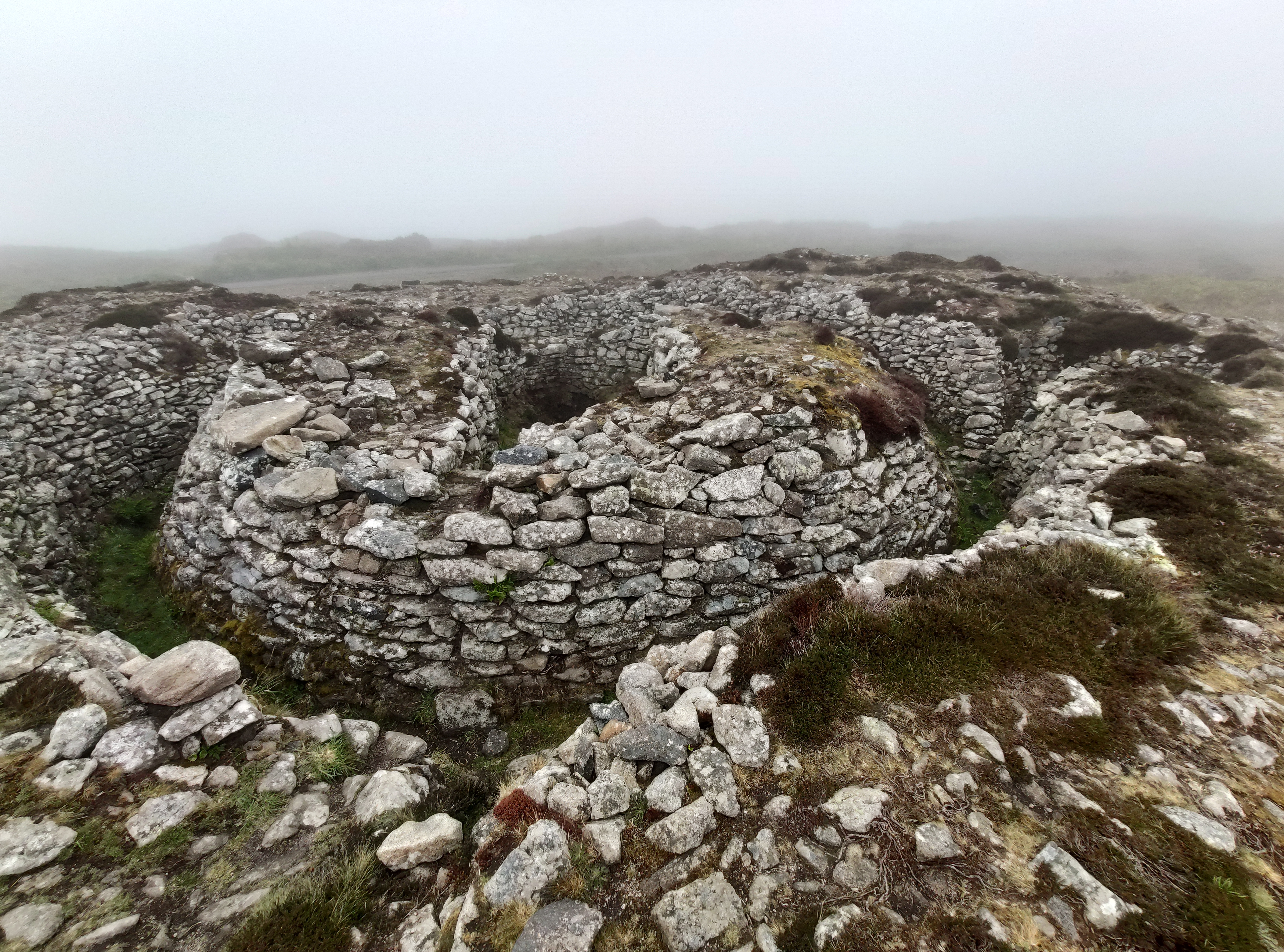
Hermosa Formación Bollowal Barrow St Just Cornwall

- Datos: Q941861
- Multimedia: St Just in Penwith / Q941861